# Leonora Carrington
Leonora Carrington (Lancashire,  Inglaterra, 6 de abril de 1917 - Cidade do México, 25 de maio de 2011) foi uma pintora surrealista, escritora e escultora. Viveu a maior parte da sua vida na Cidade do México mas nasceu na Inglaterra.

## Biografia
Leonora nasceu na Inglaterra e foi uma artista rebelde que viveu e viajou por vários países, até se estabelecer no México, onde passou os últimos 70 anos, longe da fama. Apreciada por muitos, Leonora Carrington era considerada como uma das últimas artistas originais do surrealismo, destacando-se na arte com as suas esculturas e pinturas de mundos abstratos.
Antes de se estabelecer no México, ela passou três anos em Paris onde conviveu com outros artistas dos movimentos modernistas como Joan Miró, Salvador Dalí, Pablo Picasso e Max Ernst, o seu então namorado. Sobre essa época, em entrevista feita ao jornal El País Leonora disse: “Eram um grupo essencialmente de homens, que tratavam as mulheres como musas. Isso era bastante humilhante. Por isso, não quero que me chamem de musa de nada nem de ninguém. Jamais me considerei uma mulher-criança, como André Breton queria ver as mulheres. Nunca quis que me entendessem assim, nem tão pouco ser como os outros. Eu caí no surrealismo porque sim. Nunca perguntei se podia entrar”.
Nesse período, durante a Segunda Guerra, os nazistas passaram a perseguir os modernistas e Leonora Carrington viu-se obrigada a fugir. Primeiro para Espanha e depois para Lisboa, onde conheceu Renato Leduc, um escritor mexicano, com quem se mudou para o México em 1941. Relação que também não foi bem-sucedida e que acabaria dois anos depois.
No Mexico, Carrington retomou contato com Remedios Varo, artista surrealista espanhola, que havia conhecido em Paris alguns anos antes. A partir de então as duas nutririam uma estreita amizade e grande parceria por cerca de duas décadas até a morte de Varo, em 1963. Em livro publicado em 2010, chamado Surreal Friends, Stefan van Raaij explora os frutos dessa relação entre as pintoras.
Em 1964, ela termina uma de suas obras mais reconhecidas, o mural El mundo mágico de los mayas. O trabalho foi criado para um concurso de arte da escola do Museu Nacional de Antropologia e História do México (onde se encontra) e para criá-lo Leonora passou meses no sul de Iucatán estudando as variadas religiões e tradições da cultura Maia. Com mais de quatro metros de largura, o mural exibe um cenário de uma comunidade maia e seus diversos aspectos culturais do mundo pré-colombiano como a medicina tradicional, a religião, a astronomia e a relação entre as pessoas e as forças da natureza.
Uma vida agitada, com muitas aventuras pelo meio, e que valeu à escritora Elena Poniatowska, sua amiga durante mais de 50 anos, o prémio Biblioteca Breve 2011, com o livro sobre a sua vida, “Leonora”.
“Leonora é uma pintora do tamanho de Frida Kahlo e a última figura que existe do surrealismo”, disse ao El País Elena Poniatowska.
A sua arte chegou à Rainha Isabel de Inglaterra, que a condecorou com a Ordem do Império Britânico, em 2005.
Morreu de pneumonia em 2011 na Cidade do México onde viveu desde 1942, em uma casa no bairro de Roma.

## Obras famosas

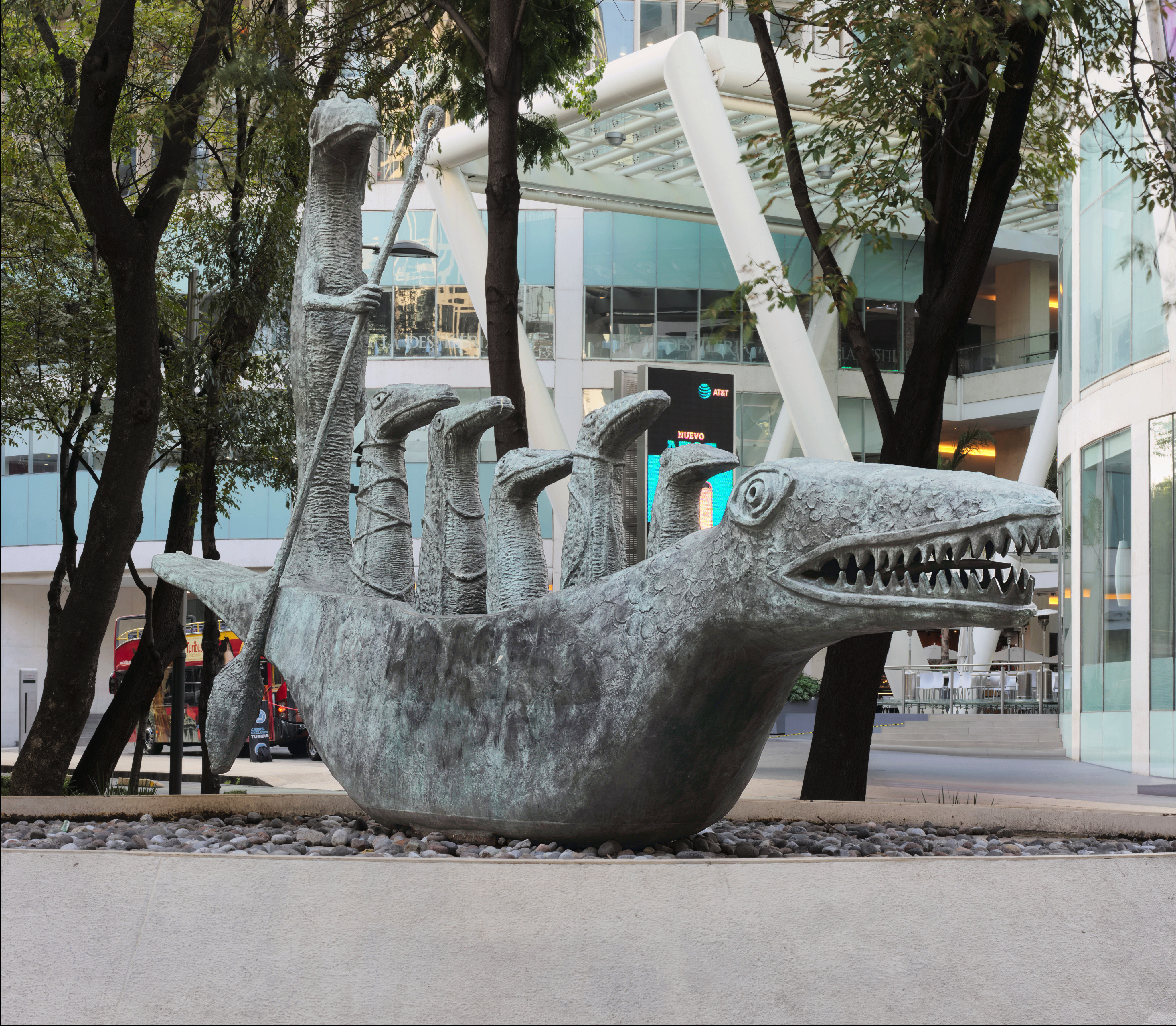
Escultura à pintura Cocodrilo

### Pinturas
- La giganta (A Giganta), 1947
- Quería ser pájaro  (Queria ser um pássaro), 1991
- Laberinto (Labirinto), 1991
- El despertar (O despertar),
- Y entonces vi a la hija del Minotauro ( E então vi a filha do Minotauro), 1953
- El juglar (O malabarista), 1954
- Offering (Oferenda)

### Esculturas
- Cocodrillo[8] (Crocodilo), 2000

### Murais
- El mundo mágico de los mayas, 1963/1964

### Livros
- La Maison de la Peur, H. Parisot, 1938 – Max Ernst
- Une chemise de nuit de flanelle, Libr. Les Pas Perdus, 1951
- The Oval Lady: Surreal Stories (Capra Press, 1975)[9]
- The Hearing Trumpet (Routledge, 1976);[10] Penguin Books, 2005, ISBN 9780141187990
- The Stone Door (New York: St. Martin's Press, 1977)[11]
- The Seventh Horse and Other Tales, (Dutton, 1988)[12]
- The House of Fear (Trans. K. Talbot and M. Warner. New York: E. P. Dutton, 1988)[13]
- Down Below (Dutton, 1988)[13]